# Gare d'Arakawaoki
La gare d'Arakawaoki (荒川沖駅, Arakawaoki-eki) est une gare ferroviaire japonaise située dans la ville de Tsuchiura dans la préfecture d'Ibaraki. Elle est gérée par la East Japan Railway Company (JR East).

## Situation ferroviaire
La gare d'Arakawaoki est située au point kilométrique (PK) 57,2 de la ligne Jōban.

## Histoire
La gare a été inaugurée le 25 décembre 1896.

## Service des voyageurs

### Accueil
La gare dispose d'un bâtiment voyageurs, avec guichet, ouvert tous les jours.

### Desserte
- Ligne Jōban :
  - voie 1 : direction Toride, Matsudo et Ueno (interconnexion avec la ligne Ueno-Tokyo pour Tokyo et Shinagawa)
  - voie 2 : direction Tsuchiura, Mito et Iwaki